# 毕宿增三
毕宿增三，即金牛座ν（ν Tau，ν Tauri）是一个位于金牛座的恒星，距离地球约129光年。
毕宿增三是一颗白色A-型主序星，视星等为+3.91。